# 新時代能源
新時代能源有限公司（港交所：166）為買賣石油產品及有色金屬的企业，現任主席是鄭裕彤的侄兒鄭錦超。

## 外部連結
- 新時代能源有限公司
- 新時代能源年報[永久]